# مصنع (مركز تجاري)

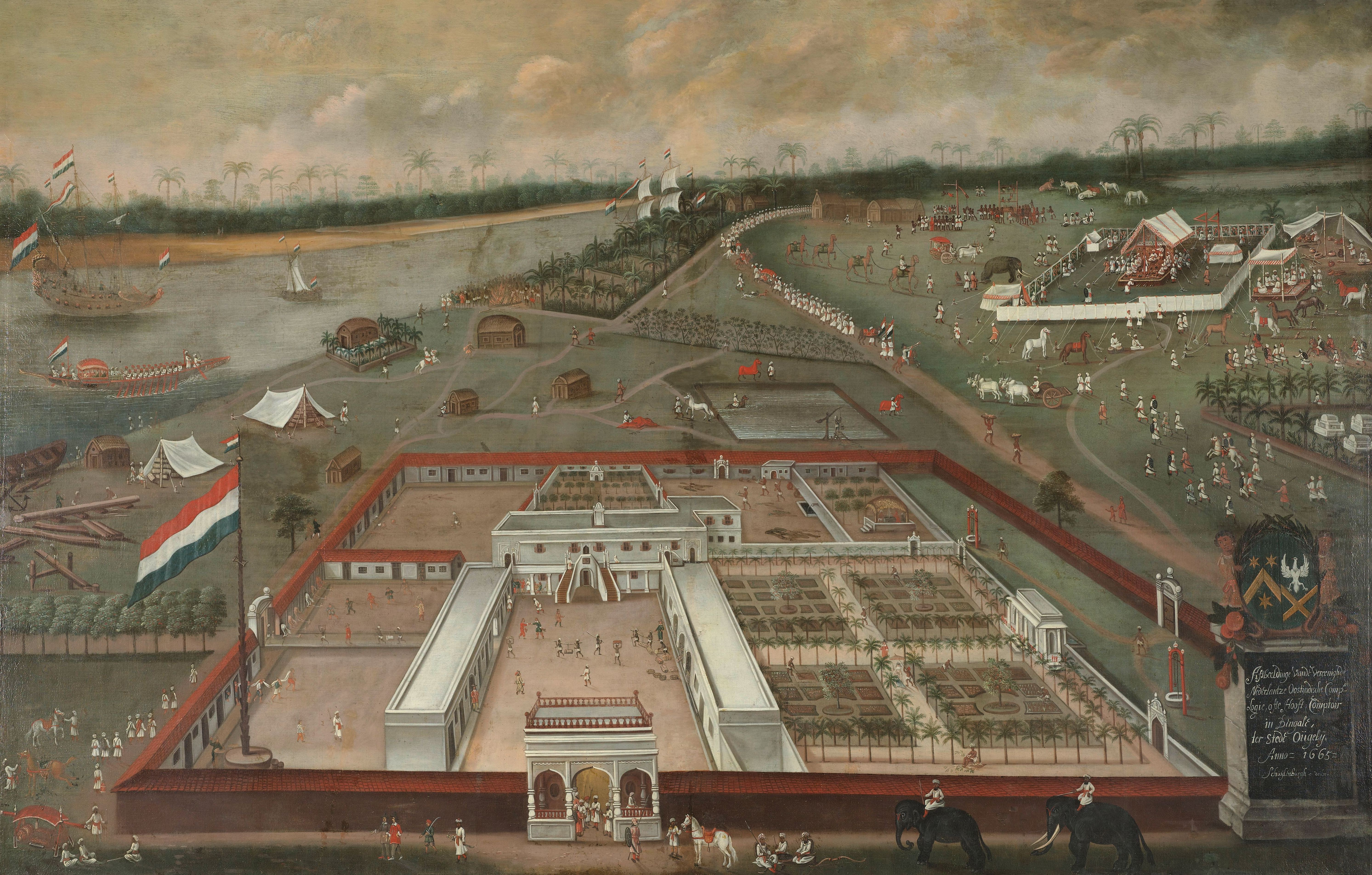
فاكتوري شركة الهند الشرقية الهولندية في هوغالي شوشرا، البنغال، عام 1665.

مصنع أو فاكتوري (بالإنجليزية: Factory)‏ (من اللاتينية facere، بمعنى "صنع"؛ (بالبرتغالية: feitoria‏)؛ (بالهولندية: factorij)‏؛ (بالفرنسية: factorerie)‏، comptoir) هو الاسم الشائع في زمن العصور الوسطى وأوائل العصور الحديثة لمؤسسة تجارية - والتي كانت في الأساس شكلاً مبكرًا من أشكال منطقة التجارة الحرة أو نقطة إعادة الشحن. في المصنع، يمكن للسكان المحليين التفاعل مع التجار الأجانب، المعروفين غالبًا باسم المصنعيين. تأسست المصانع لأول مرة في أوروبا، ثم انتشرت في النهاية إلى أجزاء أخرى كثيرة من العالم.
تميل هذه المراكز التجارية التي أنشأتها الدول الأوروبية في أفريقيا وآسيا والأمريكتين من القرن الخامس عشر فصاعدًا إلى أن تكون تمتيليات سياسية رسمية لتلك الدول. وقد تم النظر إلى هذا الأمر، في وقت لاحق، على أنه بوادر للتوسع الاستعماري.
يمكن أن يستغل المصنع في الوقت عينه كسوق، ومستودع، وجمارك، وحصن دفاع ودعم للاستكشافات الملاحية، أو مقر حكومة فعلية للمجتمعات المحلية.
في أمريكا الشمالية، بدأ الأوروبيون في التجارة مع السكان الأصليين خلال القرن السادس عشر. أنشأ المستعمرون مصانع، تُعرف باسم المراكز التجارية، حيث يمكن الإتجار في الفراء، ضمن أراضي الأمريكيين الأصليين.